# Río Vantaa
El Vantaa (en finés: Vantaanjoki; (sueco: Vanda å) es un río que tiene una longitud de 101 km siendo el río más largo del sur de Finlandia. Su fuente se encuentra en el lago Erkylänjärvi en la región de Hausjärvi y desemboca por Helsinki en el Mar Báltico formando el humedal protegido de la bahía de Vanhankaupunginlahti.
Después de la salida de su fuente, el lago Hausjaervi, el  Vantaanjoki fluye primero hacia el  noroeste por la ciudad de  Riihimaeki, donde hace un recodo y desde entonces fluye en dirección sur. A continuación atraviesa Hyvinkaeae, Nurmijaervi y Vantaa, antes de llegar a su desembocadura en el mar Báltico, en el noreste de Helsinki por la bahía de Vanhankaupunginlahti.
La cuenca del Vantaanjoki tiene un área de 1.685 km². El río tiene varios saltos, el más largo el Vantaankoski con una anchura de 240 m y una altura de 5 m. el tributario más largo del Vantaanjoki es el Keravanjoki. El valle fluvial del Vantaanjoki tiene un largo historial de uso agrícola. Hasta que no se terminó el túnel de  Päijänne en el año 1982 los habitantes de Helsinki bebían el agua que tomaban de cauce del Vantaanjoki.
El río recibió el nombre de la propiedad de Vanantaa en los alrededores de Janakkala. El nombre de la propiedad significaba "detrás Vanaja", o "más allá del lago Vanajavesi". La ciudad de Vantaa, un suburbio de Helsinki en la desembocadura del río, recibió del río su nombre en 1972, siendo antes conocida como "territorio municipal de Helsinki".
El delta del Vantaanjoki es el distrito de Helsinki Vanhakaupunki. Aquí en el año 1550 fue donde se encontraba Helsinki bajo el nombre sueco de Helsingfors, más tarde en 1640 se trasladó la ciudad a su emplazamiento actual más al sur. El nombre  Helsingfors significa "rápidos" (sueco fors) del Vantaanjoki, los cuales una vez se denominaron Helsinge å (finés Helsinginjoki).

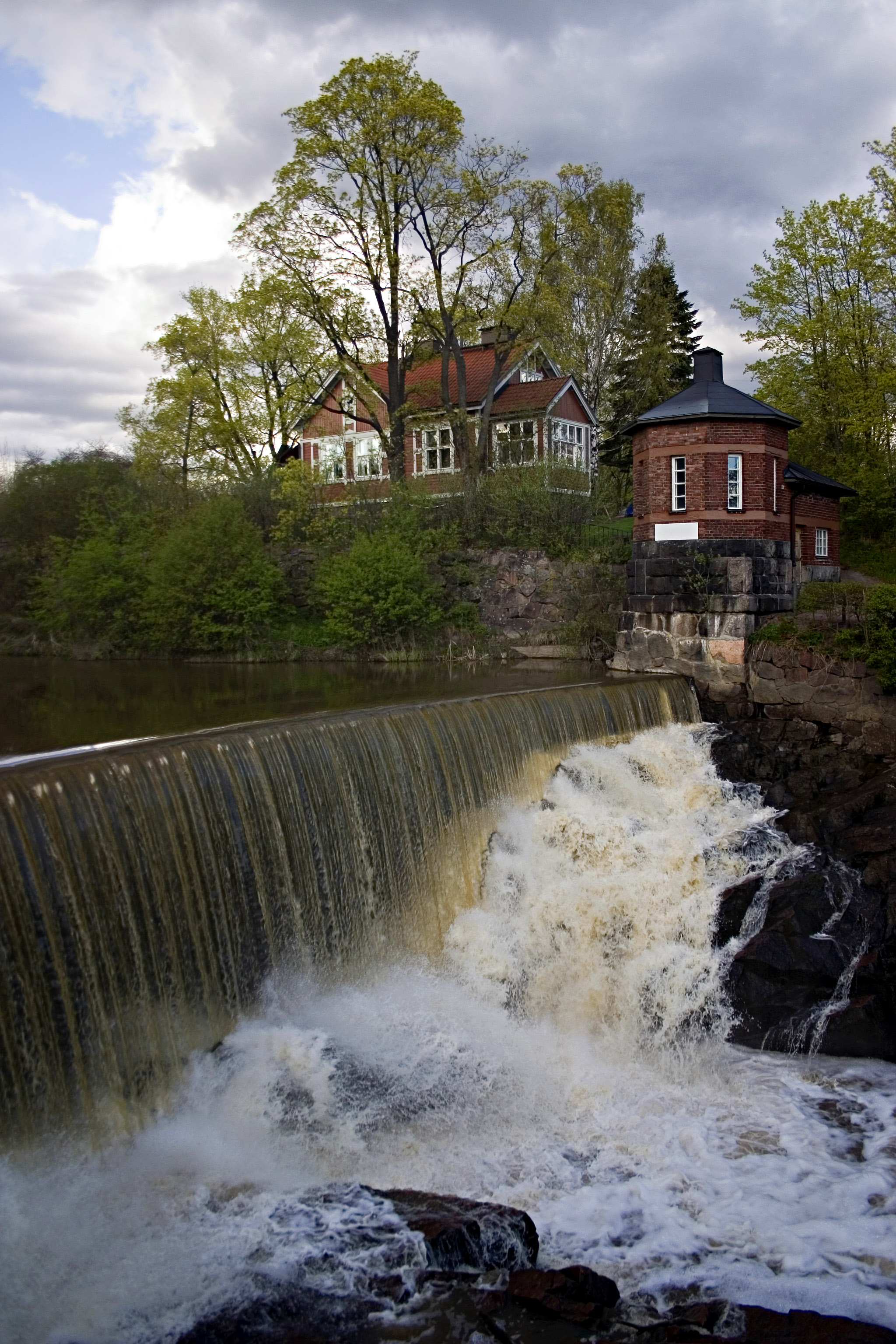
El Vanhankaupunginkoski-"Salto del río Vanta" en Helsinki.